# Graham McNeill
Pour les articles homonymes, voir McNeill.
Graham McNeill est un auteur de science-fiction et développeur de jeu pour la société Games Workshop. Cet architecte de formation est connu des amateurs de wargames et de science-fiction pour ses nombreuses contributions au jeu de figurines futuriste Warhammer 40,000 et pour ses livres et comics dérivés de cet univers.

## Biographie
Né le 15 aout 1971 à Glasgow en Écosse, il a étudié l'architecture à l'Université calédonienne de Glasgow (1989-1996) et a commencé sa carrière professionnelle comme architecte, avant de proposer sa candidature comme écrivain auprès de Games Workshop. En février 2000, il commence sa nouvelle carrière dans l'équipe de développement des jeux de cette société. En plus d'articles parus dans le magazine White Dwarf, ses premières contributions concernent les livres d'armées (« codex ») Tau (2001) et Nécrons (2002), sous la direction d'Andy Chambers.
Graham NcNeill est un écrivain régulier de la Black Library, maison d'édition de Games Workshop. Il y publie dès 2002 Nightbringer, puis en 2003 Déluge d'acier. Il contribue également à la série L'Hérésie d'Horus, dans laquelle les événements à l'origine de l'univers de Warhammer 40,000 sont décrits. Il y a déjà publié Les Faux Dieux (2006), Fulgrim (2007) et Mechanicum (2008). Ses contributions à l'univers Warhammer (univers de fantasy) chez le même éditeur sont Les Chroniques de l'Ambassadeur (2005) et Gardiens de la Forêt (2005).
Il a également prêté dernièrement sa plume pour l'écriture d'un roman dans l'univers du jeu vidéo Starcraft chez l'éditeur Simon & Schuster, ainsi que pour l'écriture d'une nouvelle dans l'univers de League of Legends de Riot Games.

## Ouvrages publiés
Jeux et suppléments (Games Workshop)
- Graham McNeill et Pete Haines, Warhammer 40,000 Codex: Chasseurs de Démons, Nottingham, Games Workshop, 2003  (ISBN 1-84154-361-6).
- Graham McNeill, Andy Hoare et Pete Haines, Warhammer 40,000 Codex: Chasseurs de Sorcières (1re édition), Nottingham, Games Workshop, 2003  (ISBN 1-84154-485-X).

Série Hérésie d'Horus (Black Library)
- 2006 – Les Faux Dieux
- 2007 – Fulgrim
- 2008 – Mechanicum
- 2010 – Un Millier de Fils
- 2012 - Les Morts Oubliés
- 2013 - L'Ange Exterminatus
- 2015 - Vengeful Spirit (en deux parties, Les Fils de Lupercal et La Bataille de Molech)
- 2020 - Les Fils du Selenar (novella pour la mini-série Siege of Terra)

Série sur le Mechanicus (Black Library)
- 2014 - Les Prêtres de Mars
- 2014 - Les Seigneurs de Mars
- 2015 - Les Dieux de Mars

Série L'Âge des Légendes (Bibliothèque Interdite)
- 2008 – La Trilogie de Sigmar, tome 1 : Heldenhammer
- 2010 – La Trilogie de Sigmar, tome 2 : Empire
- 2012 - La Trilogie de Sigmar, tome 3 : Roi Dieu

Cycle Ultramarines (Bibliothèque Interdite)
- 2008 – Nightbringer
- 2009 – Les Guerriers d'Ultramar
- 2010 – Ciel Mort, Soleil Noir
- 2010 – Champ de Mort
- 2012 – Courage et Honneur
- 2012 - La Part du Chapitre

Le Cycle de l'Ambassadeur (Bibliothèque Interdite)
- 2005 – L'Ambassadeur[2]
- 2006 – Les Dents d'Ursun

Diptyque elfe (Black Library)
- 2008 – Les Défenseurs d'Ulthuan (2008/red 2011)
- 2012 - Les Fils d'Ellyrion (2012)

Romans Warhammer et Warhammer 40,000 (Bibliothèque Interdite)
- 2005 – Les Gardiens de la Forêt
- 2006 – Déluge d'Acier

Roman Starcraft (Simon & Schuster)
- 2009 – I, Mengsk  (ISBN 1-4165-5083-6), en anglais seulement